# TLC: Tables, Ladders & Chairs (2011)
TLC: Tables, Ladders & Chairs (2011) — щорічне pay-per-view шоу «TLC», що проводиться федерацією реслінгу WWE. Концепція шоу полягає в використанні столів, сходів і стільців під час поєдинків. PPV відбулося 18 грудня 2011 року у Royal Farms арена в місті Балтимор, штат Меріленд, США. Це було третє шоу в історії «TLC». Десять матчів відбулися під час шоу та ще один перед показом.